# Шебуев, Алексей Козьмич
Алексей Кузьмич (Козьмич) Шебуев (1771—1831) — уездный и губернский предводитель дворянства Нижегородской губернии.
Происходил из дворян Нижегородской губернии. Его дед был голландским выходцем, вольный штурман Иосан Ван Шеаб (Йоган ван Шеап), поступивший на службу в русский флот в качестве инженера-кораблестроителя. Пётр I щедро отблагодарил его: обвенчал с русской девушкой (при этом тот принял русское подданство и православие с именем Егор и стал именоваться Шебуевым), присвоил дворянское звание и подарил несколько деревень.

## Биография
Родился 6 (17) марта 1771 года. Имел братьев: Василия и Георгия.
Окончил в 1784 году Морской кадетский корпус, из которого выпущен в 7-й флотский батальон каптенармусом; сержант с 1788 года. Во время службы участвовал в походах в Балтийское море (1789 и 1790). Затем перешёл в Гатчинский батальон; Подпрапорщик с 1795 года, прапорщик с 1796 года. Переведён прапорщиком в гвардию (1796), подпоручик (1797), поручик (1798), штабс-капитан (1800), капитан (1802). В 1803 году пожалован чином полковника. Причислен к Герольдии и переименован в коллежские советники. По прошению, уволен от службы (1804).
Княгининским дворянством был избран депутатом по земской денежной повинности и за эту службу удостоился получить Высочайшее благоволение. Нижегородским дворянством 1 января 1807 года был избран на должность начальника милиции в Макарьевском уезде; по преобразовании подразделения, перемещён батальонным командиром в 3-е отделение. За время службы в милиции получил право при выходе на пенсию носить мундир и знак отличия — золотой медали на Владимирской ленте.
С 1 января 1810 года — уездный предводитель дворянства Княгининского уезда. В 1812 году был избран дворянством в военное ополчение полковым командиром в 5-й пехотный полк. Во время службы в ополчении был в заграничных походах в герцогстве Варшавском и при блокаде крепости Замостья (1813—1815). Был награждён бронзовой медалью 1812 года.
В 1823 году снова был избран на трёхлетний срок Княгининским уездным предводителем дворянства. В 1828 году в третий раз занял эту должность. Состоя кандидатом на должность Нижегородского губернского предводителя дворянства, после увольнения «за компрометирующие звание дворянина деяния» с этой должности князя Георгия Александровича Грузинского, с 22 января 1829 года стал исполнять его обязанности, до избрания его на эту должность 11 марта 1830 года. Но свои обязанности исполнял чисто формально, за что неоднократно получал нарекания от генерал-губернатора А. Н. Бахметева.
Пожалован в Княгинском уезде сельцом Потапово и деревней Горшково с 108 крепостными крестьянами, а также им куплены в том же уезде в деревне Бажулино 100 и в селе Инкине ещё 100 крепостных крестьян.
Скончался 13 (25) января 1831 года; похоронен в г. Княгинин.